# ヌエル族
ヌエル族またはヌアー族（Nuer）は、南スーダンのナイル川支流バハル・アルガザル川、およびソバト川近辺に居住する民族の総称。自らについてはナース（Naath）と称する。1960年代の調査では人口約30万であるが、この数値は言語的に近しいディンカ族の一部を含有している。

## 歴史
第二次スーダン内戦時（1983年 - 2005年）に、ヌエル族、ディンカ族など約250万人の南部住人が殺され、数百万人が居住地を追われた。ヌエルとディンカの子どもたち約二万人は、その内戦で居住地を追われて孤児となり、スーダンのロストボーイズと呼ばれる集団避難民となった。数は少ないがロストガールズもいる。
2013年12月、南スーダンクーデター未遂事件 (2013年)が発生。武力衝突を通じ、ディンカ族との間で住民を殺害するなどの抗争が生じた。

## 文化
ウシ、ヤギ、ヒツジなどの放牧や雑穀類の栽培による生活を営んでいる牧畜民で、雨期には土手などの高台に定着集落を形成する。
ヌエル族は経済的価値の基準にウシが利用されており、交換や譲渡を通じた社会関係の構築を行っている。集落は特定の出自集団を核とした血縁関係によって構成され、家族は父系クランの一夫多妻制をとっている。民族全体での政治的統一は無く、文化的共有をなす地域的な部族間での統一が図られている。しばしば部族間での戦闘や抗争が行われるため、これらを調停する役割として司祭職に発達を見た。報復的殺害を良しとしない場合は彼らにより内部調停が計られる。一般的にはこれらの賠償手段としてもウシが用いられる。
ジェニター(genitor:生物学的な父親)とペイター（pater：社会的な父親）が明確に区別された家族形態をとっている。結婚に際して結納の牛を女性の親族に送った人物が女性の夫として彼女の産むすべての子供（たとえ死後に他人の精子で受精したことが明らかな子であっても）の父親の権利を得る。この父親の権利は男性に限らず、結納を納めることができれば女性でも父親として子供をもつことができる。また、死者の名義で結納を送り、生まれた子供を死者の子とすることもある。

## 民族
- Lou Nuer
- Jikany Nuer

## 言語
西ナイル語群に属しており、東スーダン諸語（Dinka–Nuer）のひとつヌエル語を解する。

## 宗教
信仰心が厚く、大地の神クウォス（ヌエル語: Kuoth）を信仰しており、しばしば家畜の供犠や祭事が執り行われる。

### 関連文献
- E. E. エヴァンズ・プリチャード 著、向井元子 訳『新版 ヌアー族 : ナイル系一民族の生業形態と政治制度の調査記録』平凡社〈平凡社ライブラリー〉、2023年3月（原著 1940年）。ISBN 978-4-582-76942-5
- 橋本栄莉『エ・クウォス : 南スーダン・ヌエル社会における予言と受難の民族誌』九州大学出版会、2018年3月。ISBN 978-4-7985-0222-9。
- 橋本栄莉『タマリンドの木に集う難民たち : 南スーダン紛争後社会の民族誌』九州大学出版会、2024年4月。ISBN 978-4-7985-0373-8。